# Stephen Kim Sou-hwan
Stephen Kim Sou-hwan (ur. 8 maja 1922 w Daegu, zm. 15 lutego 2009) – południowokoreański duchowny katolicki, arcybiskup Seulu, kardynał.

## Życiorys
Studiował w seminarium w Taegu i tamże przyjął święcenia kapłańskie 27 października 1947. Był sekretarzem biskupa Taegu, prowadził działalność duszpasterską, kierował gazetą diecezjalną „The Catholic Shilbo”. W latach 1957–1966 uzupełniał studia na Katolickim Uniwersytecie Sophia w Tokio.
15 lutego 1966 został wybrany na biskupa Masan, przyjął sakrę biskupią 31 maja 1966 z rąk internuncjusza w Korei, arcybiskupa Antonio del Giudice. Brał udział w sesjach Światowego Synodu Biskupów w Watykanie, w sesji specjalnej poświęconej Kościołowi w Azji wiosną 1998 pełnił funkcję prezydenta-delegata. W kwietniu 1968 przeszedł na stolicę arcybiskupią Seul, a w kwietniu 1969 papież Paweł VI mianował go kardynałem, nadając tytuł prezbitera S. Felice da Cantalice a Centocelle. Był także administratorem apostolskim diecezji Pjongjang (1975).
Brał udział w obu konklawe w 1978, a także w sesji plenarnej Kolegium Kardynalskiego w Watykanie rok później. Po osiągnięciu wieku emerytalnego (75 lat) zrezygnował z rządów archidiecezją (maj 1998), a po ukończeniu 80. roku życia w 2002 utracił prawo udziału w konklawe. Od śmierci kardynała Königa w marcu 2004 przysługiwał mu tytuł kardynała protoprezbitera (najstarszego rangą kardynała prezbitera).